# Marco Asinio Agripa
Marco Asinio Agripa (9 a. C.-26) fue un senador romano, cónsul en el año 25. Murió a finales del año siguiente (26).

## Familia
Marco Asinio Agripa era medio hermano de Druso el Menor, hijo natural del emperador Tiberio. Según Tácito, era descendiente de una familia más ilustre que antigua, y no la honró por su modo de vida, aunque no menciona nada específico. Era nieto de Gayo Asinio Polión, segundo hijo de Gayo Asinio Galo y Vipsania, hermano de Gayo Asinio Polión y  padre de Marco Asinio Marcelo, que fue cónsul en el 54 junto con Marco Acilio Aviola, con el emperador Claudio.

## Carrera política
Poco se sabe de su carrera política, excepto que fue cónsul en el año 25, junto con Coso Cornelio Léntulo, siendo Tiberio emperador.